# Oryctophileurus nasicornis
Oryctophileurus nasicornis är en skalbaggsart som beskrevs av Hermann Burmeister 1847. Oryctophileurus nasicornis ingår i släktet Oryctophileurus och familjen Dynastidae. Inga underarter finns listade i Catalogue of Life.